# 육 (성씨)
육(륙, 陸)씨는 중국과 한국의 성씨이다.
육(陸)씨는 2000년 대한민국 통계청 인구 조사에서 21,545명으로 조사되어, 한국 성씨 인구 순위 86위이다.

## 옥천 육씨
옥천 육씨(沃川 陸氏)의 시조 시조 육보(陸普)는 중국 절강성(浙江省) 사람으로 927년(신라 경순왕 원년, 고려 태조 10) 당 명종(明宗)이 문학전례지신(文學典禮之臣)을 뽑아 신라에 선교사(宣敎師)로 보낼 때 홍은열(洪殷說)·정한 등과 함께 8학사의 한 사람으로 신라에 동래(東來)하여 뛰어난 공적을 쌓아 경순왕의 부마(駙馬)가 되었고, 관성군(管城君)에 봉해졌다. 관성(管城)은 충청북도 옥천군의 옛 지명이다.
그러나 중간 계대(繼代)를 실전(失傳)하여 고려 충렬왕 때 주부(主簿)를 역임한 육인단(陸仁端)을 1세조(一世祖)로 하여 세계(世系)를 계승(繼承)하여 왔다.

## 인물
- 육가(陸賈,루지아) : 중국 전한의 정치가, 외교관, 유학자
- 육손(陸遜,루쑨) : 중국 삼국시대 오나라 승상
- 육모(陸瑁,루머우) : 육손의 동생. 오나라의 정치가
- 육개(陸凱,루카이) : 육손의 먼 친척으로 오나라의 좌승상까지 오름. 암군 손호에게서 나라와 백성을 지킴.
- 육항(陸抗,루캉) : 육손의 차남. 중국 오나라 최후의 명장
- 육강(陸康,루캉) : 후한 말의 정치가. 육손의 작은 할아버지.
- 육적(陸績,루지) : 후한 말의 학자. 육손의 당숙
- 육유(陸游,루여우) : 남송의 시인이자 관리. 정강의 변 때 많은 우국시(憂國詩)를 남김.
- 육용정(陸用鼎) : 조선 말기 유학자
- 육홍균(陸洪均) : 독립운동가. 제헌 국회의원
- 육지수(陸芝修) : 서울대학교 교수, 대한지리학회 부회장
- 육영수(陸英修) : 박정희 대통령의 부인
- 육성재(陸性材) : 가수 (그룹 비투비의 멤버), 배우
- 육중완 : 밴드 가수, 방송인
- 육강(陸慷,루캉) : 중화인민공화국 외교부 대변인, 전 주미중국대사관 공사 역임
- 육지담 : 가수, 힙합레퍼
- 육준서 : 화가,UDT예비역(강철부대 출연)
- 육서영 : 화성 IBK기업은행 알토스 소속의 레프트. (여자배구선수)

## 같이 보기
- 한국의 문화
- 한국의 성씨와 이름